# 에이트 크레이지 나이트
에이트 크레이지 나이트(Adam Sandler's 8 Crazy Nights)는 미국에서 제작된 세스 키어슬리 감독의 2002년 애니메이션 영화이다. 아담 샌들러 등이 주연으로 출연하였고 엘런 코버트 등이 제작에 참여하였다.

## 출연

### 주연
- 아담 샌들러
- 재키 티톤
- 오스틴 스타우트

### 조연
- 타이라 뱅크스
- 바비 에드너
- 존 로비츠
- 케빈 닐론
- 롭 슈나이더
- 콜 스프로즈
- 딜란 스프로즈
- 트라비스 테드포드
- 제임스 바부어

## 제작진
- 미술: 페리 앤드린 블레이크
- 배역: 엘리자베스 보이케위치
- 배역: 로저 무센든